# Rolf Langenberger
Rolf Langenberger (* 14. Januar 1939 in Nürnberg) ist ein deutscher Politiker (SPD).
Nach der Mittleren Reife im gehobenen Dienst war Langenberger bei der Stadt Nürnberg, zuletzt im Presse- und Informationsamt tätig.
Langenberger ist seit 1959 Mitglied der SPD, für die er von 1966 bis 1970 im Stadtrat in Nürnberg saß und danach von 1970 bis 1994 im Bayerischen Landtag. Zeitweise wurde er im Stimmkreis Nürnberg-West bzw. Nürnberg-Nord direkt gewählt.